# 胡魁蛤
鬍魁蛤:25是魁蛤目魁蛤科鬍魁蛤屬的一种。

## 分佈
本物種見於越南慶和省、平順省及台湾:25的海岸，常栖息在潮间带的岩礁。

## 外部連結
- 維基物種上的相關：鬍魁蛤